# Marius Sabaliauskas
Marius Sabaliauskas (Kaunas, 15 de novembre de 1978) va ser un ciclista lituà, que fou professional entre 2001 i 2006.

## Palmarès
Palmarès de Marius Sabaliauskas.
- 1999
  - 1r a la Clàssica Memorial Txuma
  - 1r al Gran Premi Colli Rovescalesi
  - 1r al Piccolo Giro dell'Emilia
- 2000
  - 1r al Giro del Canavese
  - Vencedor d'una etapa a la Volta a Navarra

### Resultats al Tour de França
- 2004. 42è de la classificació general

### Resultats al Giro d'Itàlia
- 2002. Abandona (12a etapa)
- 2003. 48è de la classificació general
- 2005. 66è de la classificació general

### Resultats a la Volta a Espanya
- 2004. 67è de la classificació general